# Marovoay
Marovoay – miasto w północnym Madagaskarze, w prowincji Mahajanga. Według szacunków na 2008 rok liczy 32 461 mieszkańców.